# Tahoma
 (septembre 2020).
Si vous disposez d'ouvrages ou d'articles de référence ou si vous connaissez des sites web de qualité traitant du thème abordé ici, merci de compléter l'article en donnant les références utiles à sa vérifiabilité et en les liant à la section « Notes et références ».
Tahoma est une police de caractères sans-serif qui a été conçue par Matthew Carter en 1994 pour Microsoft. Elle est apparue avec Windows 95 en même temps que Verdana.

## Histoire
Bien qu’elle soit souvent comparée à la police de caractères humaniste sans-serif Frutiger, Matthew Carter a reconnu lors d’un entretien avec Daniel Will-Harris que Tahoma possède quelques ressemblances avec Bell Centennial (en), une police qu’il avait dessinée précédemment.
Il s’agit également de la police de caractères qui s’affiche par défaut à l’écran dans l’interface graphique de Windows 2000, Windows XP et Windows Server 2003 (remplaçant ainsi MS Sans Serif) et elle a aussi été utilisée par la Dreamcast de Sega[réf. nécessaire]. Cette police, présente la plupart du temps sur Mac OS et Windows, est très fréquemment utilisée comme alternative à la police Arial.

## Caractéristiques
Tahoma ressemble beaucoup à cette dernière mais possède un corps moins large, des espaces renfermés plus petits, des espaces interlittéraux moins importants et possède plus de caractères Unicode. Conçue à la base comme une police matricielle plutôt que vectorielle, l’épaisseur de type gras est plutôt lourde. Étant basée sur une largeur de deux pixels, l’épaisseur de type gras ressemble plus à une épaisseur de type noire ou lourde.